# 2046 Leningrad
2046 Leningrad è un asteroide della fascia principale. Scoperto nel 1968, presenta un'orbita caratterizzata da un semiasse maggiore pari a 3,1608487 UA e da un'eccentricità di 0,1731142, inclinata di 2,74148° rispetto all'eclittica.
Fa parte della famiglia di asteroidi Temi.
Intitolato in onore della città di Leningrado.